# Bulmer Cavern
Bulmer Cavern – najdłuższy kompleks jaskiń na Nowej Zelandii, trzeci pod względem głębokości. Znajduje się w północnej części Wyspy Południowej, w krasowym rejonie góry Mount Owen. Łączna długość dotychczas zbadanych korytarzy wynosi około 72 km, a zmierzona głębokość jaskini to 755 m. W 2017 roku Bulmer Cavern zajmowała 33. miejsce na liście najdłuższych znanych jaskiń na świecie.
Jaskinia znajduje się na terenie Parku Narodowego Kahurangi. Odkrył ją nowozelandzki speleolog John Patterson 1 stycznia 1985 roku.
W 1998 miała tu miejsca wielka akcja ratunkowa po tym, jak jeden z grotołazów spadł i złamał sobie szczękę. Wzięło w niej udział 80 grotołazów.
Bulmer Cavern jest regularnie eksplorowana przez nowozelandzkich speleologów, którzy wciąż odkrywają nowe korytarze. Przypuszcza się, że łączna długość korytarzy może wynieść ponad 100 km, być może nawet 200. Grotołazi wrzucili specjalny barwnik do niewielkiego strumienia u końca zbadanego obszaru jaskini, po półtorej doby zauważono zabarwioną wodę w strumieniu wypływającym z przeciwnej, północnej strony góry w odległości 8 km.